# Tschechischer Fußballpokal 2008/09
Der Tschechische Fußballpokal 2008/09 (tschechisch: Pohár ČMFS 2008/09) war die 16. Austragung des Fußballpokalwettbewerbs der Männer des Fußballverbandes der Tschechischen Republik. Im Endspiel setzte sich der FK Teplice mit 1:0 gegen den 1. FC Slovácko durch. Der Sieger qualifizierte sich für die Play-offs der UEFA Europa League 2009/10.

## Modus und Termine
Am Wettbewerb nahmen in der Vorrunde 34 Mannschaften teil. Zu den 17 Gewinnern stießen in der ersten Runde weitere 79 Teams. In der zweiten Runde kamen 16 Erstligisten hinzu. In allen Runden wurde der Sieger in einem Spiel ermittelt. Bis zum Achtelfinale wurde bei unentschiedenem Ausgang nach der regulären Spielzeit von 90 Minuten ein Elfmeterschießen durchgeführt. Im Viertel- und Halbfinale wurden die Sieger in Hin- und Rückspiel ermittelt. Bei Torgleichheit nach beiden Spielen kam die Mannschaft mit der höheren Anzahl an Auswärtstoren weiter. Falls beide Teams gleich viele Auswärtstore erzielt hatten, wurde in Anschluss an das Rückspiel ein Elfmeterschießen durchgeführt. Das Finale fand am 27. Mai 2009 statt.
| Runde         | Datum                                             | Spiele | Vereine   | Neueinstiege |
| ------------- | ------------------------------------------------- | ------ | --------- | ------------ |
| Vorrunde      | 20. Juli 2008                                     | 17     | 129 → 112 | 34           |
| 1. Runde      | 27. Juli 2008                                     | 48     | 112 → 64  | 79           |
| 2. Runde      | 3. September 2008                                 | 32     | 64 → 32   | 16           |
| 3. Runde      | 24. September 2008                                | 16     | 32 → 16   | –            |
| Achtelfinale  | 29. Oktober 2008                                  | 08     | 16 → 8    | –            |
| Viertelfinale | Hinspiele 8. April 2009 Rückspiele 22. April 2009 | 08     | 8 → 4     | –            |
| Halbfinale    | Hinspiele 6. Mai 2009 Rückspiele 13. Mai 2009     | 04     | 4 → 2     | –            |
| Finale        | 27. Mai 2009                                      | 01     | 2 → 1     | –            |
| Gesamt        |                                                   | 1340   |           | 1290         |

## Vorrunde

### Teilnehmende Mannschaften
21 Viertligisten, 6 Fünftligisten und 7 Sechstligisten
| Vorrundenteilnehmer | | | |
| TJ Jiskra Domažlice (IV) FK Hořovicko (IV) FK Admira Prag (IV) SK Strakonice 1908 (IV) SK Union Čelákovice (IV) Arsenal Česká Lípa (IV) SK Český Brod (IV) SK Sokol Brozany (IV) FK Řezuz Děčín (IV) | FK Litvínov (IV) RMSK Cidlina Nový Bydžov (IV) TJ Sokol Ovčáry (IV) FK Pardubice (IV) FC Velké Meziříčí (IV) TJ FS Napajedla (IV) TJ Sokol Protivanov (IV) FK Šardice (IV) HFC Třebíč (IV) | SK Dekora Ždírec nad Doubravou (IV) FC MSA Dolní Benešov (IV) TJ Sokol Lázne Velké Losiny (IV) PFC Český Dub (V) FK Mohelnice-Moravičany (V) FC RAK Provodov (V) TJ Háj ve Slezsku (V) SK Stap-Tratec Vilémov (V) | TJ Sokol Zápy (V) TJ Sokol Cholupice (VI) FK Baník Dubňany (VI) Olympia Hradec Královéc (VI) Viktoria Mariánské Lázně (VI) SKP Rapid Sport Pilsen (VI) SK Jesenec (VI) FK Sklo Bohemia Světlá (VI) |
| IV = Divize • V = Krajský přebor • VI = I. A třída | | | |

### Begegnungen der Vorrunde
| Datum                 |                                     | Ergebnis        |                                  |
| --------------------- | ----------------------------------- | --------------- | -------------------------------- |
| 20.07.2008, 17:00 Uhr | SK Union Čelákovice (IV)            | 3:0             | FK Admira Prag (IV)              |
| 20.07.2008, 17:00 Uhr | Arsenal Česká Lípa (IV)             | 1:0             | TJ Sokol Ovčáry (IV)             |
| 20.07.2008, 17:00 Uhr | SK Stap-Tratec Vilémov (V)          | 1:1 (4:5 i. E.) | FK Litvínov (IV)                 |
| 20.07.2008, 17:00 Uhr | TJ Sokol Zápy (V)                   | 5:0             | SK Český Brod (IV)               |
| 20.07.2008, 17:00 Uhr | SKP Rapid Sport Pilsen (VI)         | 5:2             | SK Strakonice 1908 (IV)          |
| 20.07.2008, 17:00 Uhr | TJ Sokol Cholupice (VI)             | 1:3             | FK Hořovicko (IV)                |
| 20.07.2008, 17:00 Uhr | PFC Český Dub (V)                   | 0:4             | RMSK Cidlina Nový Bydžov (IV)    |
| 20.07.2008, 17:00 Uhr | Olympia Hradec Královéc (VI)        | 6:3             | FK Pardubice (IV)                |
| 20.07.2008, 17:00 Uhr | Viktoria Mariánské Lázně (VI)       | 1:2             | TJ Jiskra Domažlice (IV)         |
| 20.07.2008, 17:00 Uhr | FK Řezuz Děčín (IV)                 | 2:0             | SK Sokol Brozany (IV)            |
| 20.07.2008, 17:00 Uhr | TJ Háj ve Slezsku (V)               | 2:1             | FC MSA Dolní Benešov (IV)        |
| 20.07.2008, 17:00 Uhr | FK Mohelnice-Moravičany (V)         | 1:2             | TJ Sokol Lázne Velké Losiny (IV) |
| 20.07.2008, 17:00 Uhr | FC RAK Provodov (V)                 | 2:0             | TJ FS Napajedla (IV)             |
| 20.07.2008, 17:00 Uhr | SK Jesenec (VI)                     | 1:3             | TJ Sokol Protivanov (V)          |
| 20.07.2008, 17:00 Uhr | FK Baník Dubňany (VI)               | 0:3             | FK Šardice (IV)                  |
| 20.07.2008, 17:00 Uhr | SK Dekora Ždírec nad Doubravou (IV) | 2:2 (3:4 i. E.) | HFC Třebíč (IV)                  |
| 20.07.2008, 17:00 Uhr | FK Sklo Bohemia Světlá (VI)         | 0:2             | FC Velké Meziříčí (IV)           |

## 1. Runde

### Teilnehmende Mannschaften
Die 17 Sieger der Vorrunde, 15 Zweitligisten, 19 Drittligisten, weitere 43 Viertligisten und zwei weitere Fünftligisten. Insgesamt nahmen 96 Mannschaften teil.
| Fotbalová národní liga 15 Mannschaften der 2. Liga 2008/09 | Sieger der Vorrunde die 17 Sieger der Vorrunde | weitere Teilnehmer 64 Mannschaften | weitere Teilnehmer 64 Mannschaften | weitere Teilnehmer 64 Mannschaften |
| FC Zenit Čáslav Fotbal Fulnek SK Hradec Králové Vysočina Jihlava MFK OKD Karviná FK Baník Most 1. HFK Olomouc SFC Opava Bohemians Prag 1905 FK Dukla Prag 1. FC Slovácko FK Baník Sokolov Fotbal Třinec FK Ústí nad Labem FC Vítkovice | RMSK Cidlina Nový Bydžov (IV) SK Union Čelákovice (IV) Arsenal Česká Lípa (IV) FK Řezuz Děčín (IV) TJ Jiskra Domažl (IV) FK Hořovicko (IV) FK Litvínov (IV) FC Velké Meziříčí (IV) FK Šardice (IV) HFC Třebíč (IV) TJ Sokol Lázne Velké Losiny (IV) TJ Sokol Protivanov (V) FC RAK Provodov (V) TJ Háj ve Slezsku (V) TJ Sokol Zápy (V) Olympia Hradec Královéc (VI) SKP Rapid Sport Pilsen (VI) | SK Hlavice (III) SK Buldoci Karlovy Vary-Dvory (III) FK Králův Dvůr (III) FK OEZ Letohrad (III) FK Náchod-Deštné (III) FC Písek (III) FC Sparta Krč Prag (III) Spartak MAS Sezimovo Ústí (III) FC Graffin Vlašim (III) FK Slavoj Vyšehrad (III) FC Dosta Bystrc-Kníničky (III) MSK Břeclav (III) Fotbal Frýdek-Místek (III) FC Hlučin (III) SK Hanácká Slavia Kroměříž (III) FK Mutěnice (III) SK Uničov (III) SK Sulko Zábřeh (III) 1. SC Znojmo (III) SK Klatovy 1898 (IV) FK Meteor Prag VIII (IV) SK Motorlet Prag (IV) | TJ Tatran Prachatice (IV) FK Tachov (IV) FK Jiskra Třeboň (IV) SK Slavia Vejprnice (IV) FK Loko Vltavín (IV) SK Marila Vorice (IV) FC Chomutov (IV) Jiskra Nový Bor (IV) SK Rakovník (IV) SK Toužim (IV) AFK Chrudim (IV) TJ Dvůr Králové (IV) SK Holice (IV) FK Kolín (IV) FK Kunice (IV) FK Pěnčín-Turnov (IV) SK Převýšov (IV) FK Týniště nad Orlicí (IV) FC Velim (IV) TJ Sokol Živanice (IV) FC Forman Boskovice (IV) | SK Spartak Hulín (IV) TJ Sokol Konice (IV) SK Líšeň (IV) FC Viktoria Otrokovice (IV) FK MKZ Rájec-Jestřebí (IV) TJ Framoz Rousínov (IV) SK Rostex Vyškov (IV) FC ŽĎAS Žďár nad Sázavou (IV) FC Elseremo Brumov (IV) FK Bystřice pod Hostýnem (IV) SK Beskyd Frenštát (IV) MFK Havířov (IV) SK Hranice (IV) FC Velké Karlovice + Karolinka (IV) FK Slavia Orlová-Lutyně (IV) TJ Valašské Meziříčí (IV) TJ Jiskra Rýmařov (IV) FC TVD Slavičín (IV) FK SAN-JV Šumperk (IV) FC Mariner Bavorovice (V) TJ Jiskra Ústí nad Orlicí (V) |
| Ligaebene in Klammern: III = ČFL bzw. MSFL • IV = Divize • V = Krajský přebor • VI = I. A třída | | | | |

### Begegnungen der 1. Runde
| Datum                 |                                     | Ergebnis        |                                     |
| --------------------- | ----------------------------------- | --------------- | ----------------------------------- |
| 22.07.2008, 17:00 Uhr | SK Beskyd Frenštát (IV)             | 0:4             | Fotbal Fulnek (II)                  |
| 24.07.2008, 16:00 Uhr | FK Bystřice pod Hostýnem (IV)       | 0:3             | Fotbal Třinec (II)                  |
| 26.07.2008, 17:00 Uhr | TJ Sokol Protivanov (IV)            | 0:1             | 1. HFK Olomouc (II)                 |
| 26.07.2008, 17:00 Uhr | HFC Třebíč (IV)                     | 1:4             | Vysočina Jihlava (II)               |
| 26.07.2008, 17:00 Uhr | SK Líšeň (IV)                       | 1:1 (4:3 i. E.) | 1. SC Znojmo (III)                  |
| 26.07.2008, 17:00 Uhr | FK Šardice (IV)                     | 2:1             | SK Břeclav (III)                    |
| 26.07.2008, 17:00 Uhr | TJ Tatran Prachatice (IV)           | 1:2             | FK Dukla Prag (II)                  |
| 26.07.2008, 17:00 Uhr | SK Hranice (IV)                     | 3:0             | TJ Sokol Konice (IV)                |
| 26.07.2008, 17:00 Uhr | FK Slavia Orlová-Lutyně (IV)        | 0:1             | MFK OKD Karviná (II)                |
| 26.07.2008, 17:00 Uhr | FK Litvínov (IV)                    | 0:0 (4:5 i. E.) | FK Baník Most (II)                  |
| 26.07.2008, 17:00 Uhr | FC Chomutov (IV)                    | 0:0 (4:5 i. E.) | FK Ústí nad Labem (II)              |
| 26.07.2008, 17:00 Uhr | FC Forman Boskovice (IV)            | 1:1 (3:1 i. E.) | SK Hanácká Slavia Kroměříž (III)    |
| 27.07.2008, 17:00 Uhr | SK Toužim (IV)                      | 1:2             | SK Rakovník (IV)                    |
| 27.07.2008, 17:00 Uhr | FC Mariner Bavorovice (V)           | 1:2             | Spartak MAS Sezimovo Ústí (III)     |
| 27.07.2008, 17:00 Uhr | FK Tachov (IV)                      | 1:2             | SK Buldoci Karlovy Vary-Dvory (III) |
| 27.07.2008, 17:00 Uhr | TJ Jiskra Ústí nad Orlicí (V)       | 1:1 (7:8 i. E.) | FK Týniště nad Orlicí (IV)          |
| 27.07.2008, 17:00 Uhr | FK Meteor Prag VIII (IV)            | 2:2 (5:4 i. E.) | FC Zenit Čáslav (II)                |
| 27.07.2008, 17:00 Uhr | TJ Sokol Živanice (IV)              | 2:3             | SK Hradec Králové (II)              |
| 27.07.2008, 17:00 Uhr | FK Jiskra Třeboň (IV)               | 0:3             | FC Graffin Vlašim (III)             |
| 27.07.2008, 17:00 Uhr | FK Kunice (IV)                      | 1:1 (3:4 i. E.) | FC Písek (III)                      |
| 27.07.2008, 17:00 Uhr | SK Klatovy 1898 (IV)                | 0:2             | FK Slavoj Vyšehrad (III)            |
| 27.07.2008, 17:00 Uhr | FK Loko Vltavín (IV)                | 0:0 (4:5 i. E.) | SK Marila Vorice (IV)               |
| 27.07.2008, 17:00 Uhr | SK Union Čelákovice (IV)            | 0:1             | FK Kolín (IV)                       |
| 27.07.2008, 17:00 Uhr | Arsenal Česká Lípa (IV)             | 1:2             | Bohemians Prag 1905 (II)            |
| 27.07.2008, 17:00 Uhr | TJ Sokol Zápy (V)                   | 2:3             | FC Velim (IV)                       |
| 27.07.2008, 17:00 Uhr | SKP Rapid Sport Pilsen (VI)         | 0:9             | FK Baník Sokolov (II)               |
| 27.07.2008, 17:00 Uhr | FK Hořovicko (IV)                   | 0:0 (4:3 i. E.) | FC Sparta Krč Prag (III)            |
| 27.07.2008, 17:00 Uhr | RMSK Cidlina Nový Bydžov (IV)       | 2:3             | SK Hlavice (III)                    |
| 27.07.2008, 17:00 Uhr | Olympia Hradec Královéc (VI)        | 3:0             | SK Převýšov (IV)                    |
| 27.07.2008, 17:00 Uhr | TJ Jiskra Domažlice (IV)            | 4:1             | SK Slavia Vejprnice (IV)            |
| 27.07.2008, 17:00 Uhr | FK Řezuz Děčín (IV)                 | 4:0             | Jiskra Nový Bor (IV)                |
| 27.07.2008, 17:00 Uhr | SK Motorlet Prag (IV)               | 00:3 1          | FK Králův Dvůr (III)                |
| 27.07.2008, 17:00 Uhr | SK Holice (IV)                      | 2:3             | TJ Dvůr Králové (IV)                |
| 27.07.2008, 17:00 Uhr | FK Pěnčín-Turnov (IV)               | 2:1             | FK Náchod-Deštné (III)              |
| 27.07.2008, 17:00 Uhr | AFK Chrudim (IV)                    | 2:2 (3:4 i. E.) | FK OEZ Letohrad (III)               |
| 27.07.2008, 17:00 Uhr | FK SAN-JV Šumperk (IV)              | 2:4             | SK Uničov (III)                     |
| 27.07.2008, 17:00 Uhr | TJ Valašské Meziříčí (IV)           | 2:2 (4:5 i. E.) | FC Viktoria Otrokovice (IV)         |
| 27.07.2008, 17:00 Uhr | TJ Sokol Lázne Velké Losiny (IV)    | 2:0             | SK Sulko Zábřeh (III)               |
| 27.07.2008, 17:00 Uhr | SK Rostex Vyškov (IV)               | 0:4             | 1. FC Slovácko (II)                 |
| 27.07.2008, 17:00 Uhr | FC RAK Provodov (V)                 | 1:2             | FC Elseremo Brumov (IV)             |
| 27.07.2008, 17:00 Uhr | FC TVD Slavičín (IV)                | 2:2 (6:7 i. E.) | SK Spartak Hulín (IV)               |
| 27.07.2008, 17:00 Uhr | FK MKZ Rájec-Jestřebí (IV)          | 0:1             | FK Mutěnice (III)                   |
| 27.07.2008, 17:00 Uhr | FC Velké Meziříčí (IV)              | 1:1 (3:2 i. E.) | FC ŽĎAS Žďár nad Sázavou (IV)       |
| 27.07.2008, 17:00 Uhr | TJ Framoz Rousínov (IV)             | 0:0 (3:4 i. E.) | FC Dosta Bystrc-Kníničky (III)      |
| 27.07.2008, 17:00 Uhr | TJ Jiskra Rýmařov (IV)              | 1:4             | FC Hlučin (III)                     |
| 27.07.2008, 17:00 Uhr | MFK Havířov (IV)                    | 0:5             | FC Vítkovice (II)                   |
| 27.07.2008, 17:00 Uhr | FC Velké Karlovice + Karolinka (IV) | 0:1             | Fotbal Frýdek-Místek (III)          |
| 05.08.2008, 17:00 Uhr | TJ Háj ve Slezsku (V)               | 2:4             | SFC Opava (II)                      |

## 2. Runde

### Teilnehmende Mannschaften
| Gambrinus Liga 2008/09 16 Erstligisten | Sieger der 1. Runde 48 Mannschaften | Sieger der 1. Runde 48 Mannschaften | Sieger der 1. Runde 48 Mannschaften |
| AC Sparta Prag SK Slavia Prag FK Bohemians Prag Dynamo Budweis 1. FC Brünn FK Mladá Boleslav FK BAUMIT Jablonec SK Kladno Slovan Liberec Baník Ostrava SK Sigma Olmütz FC Viktoria Pilsen 1. FK Příbram FK Teplice FK Viktoria Žižkov FK Tescoma Zlín | Fotbal Fulnek (II) SK Hradec Králové (II) Vysočina Jihlava (II) MFK OKD Karviná (II) FK Baník Most (II) 1. HFK Olomouc (II) SFC Opava (II) Bohemians Prag 1905 (II) FK Dukla Prag (II) 1. FC Slovácko (II) FK Baník Sokolov (II) Fotbal Třinec (II) FK Ústí nad Labem (II) FC Vítkovice (II) FC Dosta Bystrc-Kníničky (III) Fotbal Frýdek-Místek (III) | SK Hlavice (III) FC Hlučin (III) SK Buldoci Karlovy Vary-Dvory (III) FK Králův Dvůr (III) FK OEZ Letohrad (III) FK Mutěnice (III) FC Písek (III) Spartak MAS Sezimovo Ústí (III) SK Uničov (III) FC Velim (III) FC Graffin Vlašim (III) FK Slavoj Vyšehrad (III) FC Forman Boskovice (IV) FC Elseremo Brumov (IV) FK Řezuz Děčín (IV) TJ Jiskra Domažlice (IV) | SK Hranice (IV) SK Spartak Hulín (IV) FK Hořovicko (IV) FK Kolín (IV) TJ Dvůr Králové (IV) SK Líšeň (IV) FC Velké Meziříčí (IV) FC Viktoria Otrokovice (IV) FK Pěnčín-Turnov (IIV) FK Meteor Prag VIII (IV) SK Rakovník (IV) FK Šardice (IV) FK Týniště nad Orlicí (IV) TJ Sokol Lázne Velké Losiny (IV) SK Marila Vorice (IV) Olympia Hradec Královéc (VI) |
| Ligaebene in Klammern: II = FNL • III = ČFL bzw. MSFL • IV = Divize • V = Krajský přebor | | | |

### Begegnungen der 2. Runde
| Datum                 |                                     | Ergebnis        |                                  |
| --------------------- | ----------------------------------- | --------------- | -------------------------------- |
| 02.08.2008, 17:00 Uhr | FC Forman Boskovice (IV)            | 1:0             | TJ Sokol Lázne Velké Losiny (IV) |
| 05.08.2008, 17:00 Uhr | SK Hranice (IV)                     | 0:0 (3:5 i. E.) | SK Uničov (III)                  |
| 27.08.2008, 17:00 Uhr | FK Šardice (IV)                     | 0:5             | FK Mutěnice (III)                |
| 27.08.2008, 17:00 Uhr | FC Elseremo Brumov (IV)             | 1:2             | Baník Ostrava (I)                |
| 02.09.2008, 17:00 Uhr | Bohemians Prag 1905 (II)            | 1:3             | SK Hradec Králové (II)           |
| 02.09.2008, 17:00 Uhr | FC Dosta Bystrc-Kníničky (III)      | 0:3             | Fotbal Fulnek (II)               |
| 02.09.2008, 17:00 Uhr | FC Hlučin (III)                     | 0:3             | MFK OKD Karviná (II)             |
| 03.09.2008, 17:00 Uhr | SK Marila Vorice (IV)               | 0:0 (3:2 i. E.) | FC Graffin Vlašim (III)          |
| 03.09.2008, 17:00 Uhr | Spartak MAS Sezimovo Ústí (III)     | 2:2 (4:2 i. E.) | 1. FK Příbram (I)                |
| 03.09.2008, 17:00 Uhr | SK Buldoci Karlovy Vary-Dvory (III) | 1:1 (6:7 i. E.) | FK Baník Sokolov (II)            |
| 03.09.2008, 17:00 Uhr | FK Řezuz Děčín (IV)                 | 2:3             | FK Teplice (I)                   |
| 03.09.2008, 17:00 Uhr | FC Písek (IV)                       | 0:0 (6:5 i. E.) | FK Dukla Prag (II)               |
| 03.09.2008, 17:00 Uhr | FK Slavoj Vyšehrad (III)            | 2:1             | FK Viktoria Žižkov (I)           |
| 03.09.2008, 17:00 Uhr | FK OEZ Letohrad (III)               | 2:2 (2:4 i. E.) | FK BAUMIT Jablonec (I)           |
| 03.09.2008, 17:00 Uhr | FC Viktoria Otrokovice (IV)         | 0:3             | FK Tescoma Zlín (I)              |
| 03.09.2008, 17:00 Uhr | SK Líšeň (IV)                       | 0:3             | Vysočina Jihlava (II)            |
| 03.09.2008, 17:00 Uhr | FC Velké Meziříčí (IV)              | 0:4             | Dynamo Budweis (I)               |
| 03.09.2008, 17:00 Uhr | FK Týniště nad Orlicí (IV)          | 1:4             | 1. FC Brünn (I)                  |
| 03.09.2008, 17:00 Uhr | SK Spartak Hulín (IV)               | 0:1             | 1. FC Slovácko (II)              |
| 03.09.2008, 17:00 Uhr | FK Baník Most (II)                  | 1:1 (0:3 i. E.) | FK Ústí nad Labem (II)           |
| 03.09.2008, 17:00 Uhr | SK Hlavice (III)                    | 2:2 (4:3 i. E.) | FK Mladá Boleslav (I)            |
| 03.09.2008, 17:00 Uhr | FC Velim (IV)                       | 2:2 (4:3 i. E.) | FK Meteor Prag VIII (IV)         |
| 03.09.2008, 17:00 Uhr | TJ Jiskra Domažlice (IV)            | 0:3             | FC Viktoria Pilsen (I)           |
| 03.09.2008, 17:00 Uhr | SFC Opava (II)                      | 1:1 (5:4 i. E.) | 1. HFK Olomouc (II)              |
| 03.09.2008, 17:00 Uhr | Fotbal Třinec (II)                  | 0:4             | SK Sigma Olmütz (I)              |
| 03.09.2008, 17:00 Uhr | FK Králův Dvůr (III)                | 0:3             | FK Bohemians Prag (I)            |
| 03.09.2008, 17:00 Uhr | Olympia Hradec Královéc (IV)        | 1:1 (6:5 i. E.) | FK Kolín (IV)                    |
| 03.09.2008, 17:00 Uhr | Fotbal Frýdek-Místek (III)          | 4:2             | FC Vítkovice (II)                |
| 03.09.2008, 17:00 Uhr | TJ Dvůr Králové (IV)                | 0:3             | AC Sparta Prag (I)               |
| 04.09.2008, 17:00 Uhr | SK Rakovník (IV)                    | 0:7             | SK Slavia Prag (I)               |
| 04.09.2008, 17:00 Uhr | FK Pěnčín-Turnov (IV)               | 0:3             | Slovan Liberec (I)               |
| 09.09.2008, 17:00 Uhr | FK Hořovicko (IV)                   | 1:2             | SK Kladno (I)                    |

## 3. Runde
Teilnehmer: Die 32 Sieger der 2. Runde
| Datum                 |                                 | Ergebnis        |                        |
| --------------------- | ------------------------------- | --------------- | ---------------------- |
| 23.09.2008, 16:30 Uhr | Fotbal Fulnek (II)              | 0:2             | FC Viktoria Pilsen (I) |
| 24.09.2008, 16:30 Uhr | Spartak MAS Sezimovo Ústí (III) | 2:0             | FK Baník Sokolov (II)  |
| 24.09.2008, 16:30 Uhr | SK Uničov (III)                 | 0:2             | FK BAUMIT Jablonec (I) |
| 24.09.2008, 16:30 Uhr | FK Mutěnice (III)               | 4:0             | Dynamo Budweis (I)     |
| 24.09.2008, 16:30 Uhr | FC Forman Boskovice (IV)        | 0:7             | Baník Ostrava (I)      |
| 24.09.2008, 16:30 Uhr | FK Ústí nad Labem (II)          | 1:2             | SK Kladno (I)          |
| 24.09.2008, 16:30 Uhr | FC Velim (IV)                   | 2:2 (2:4 i. E.) | SK Hlavice (III)       |
| 24.09.2008, 16:30 Uhr | SFC Opava (II)                  | 2:2 (3:5 i. E.) | Slovan Liberec (I)     |
| 24.09.2008, 16:30 Uhr | MFK OKD Karviná (II)            | 0:2             | SK Sigma Olmütz (I)    |
| 24.09.2008, 16:30 Uhr | Olympia Hradec Královéc (VI)    | 1:5             | FK Bohemians Prag (I)  |
| 25.09.2008, 16:30 Uhr | SK Marila Vorice (IV)           | 1:2             | SK Slavia Prag (I)     |
| 25.09.2008, 16:30 Uhr | Fotbal Frýdek-Místek (III)      | 0:0 (1:4 i. E.) | AC Sparta Prag (I)     |
| 30.09.2008, 16:30 Uhr | FK Slavoj Vyšehrad (III)        | 0:2             | SK Hradec Králové (II) |
| 01.10.2008, 16:30 Uhr | FC Písek (III)                  | 1:4             | FK Teplice (I)         |
| 01.10.2008, 16:30 Uhr | 1. FC Slovácko (II)             | 0:0 (4:3 i. E.) | 1. FC Brünn (I)        |
| 07.10.2008, 16:30 Uhr | Vysočina Jihlava (II)           | 0:0 (2:4 i. E.) | FK Tescoma Zlín (I)    |

## Achtelfinale
| Datum                 |                                 | Ergebnis        |                        |
| --------------------- | ------------------------------- | --------------- | ---------------------- |
| 22.10.2008, 17:00 Uhr | Spartak MAS Sezimovo Ústí (III) | 0:4             | SK Slavia Prag (I)     |
| 28.10.2008, 17:00 Uhr | SK Sigma Olmütz (I)             | 0:2             | Slovan Liberec (I)     |
| 29.10.2008, 17:00 Uhr | SK Hradec Králové (II)          | 0:1             | FK Teplice (I)         |
| 29.10.2008, 17:00 Uhr | FK BAUMIT Jablonec (I)          | 1:2             | FK Tescoma Zlín (I)    |
| 29.10.2008, 17:00 Uhr | 1. FC Slovácko (II)             | 1:1 (7:6 i. E.) | SK Kladno (I)          |
| 29.10.2008, 17:00 Uhr | SK Hlavice (III)                | 1:7             | FC Viktoria Pilsen (I) |
| 29.10.2008, 17:00 Uhr | SK Slavia Prag (I)              | 2:0             | FK Bohemians Prag (I)  |
| 30.10.2008, 17:00 Uhr | FK Mutěnice (III)               | 0:3             | Baník Ostrava (I)      |

## Viertelfinale
| Datum             |                     | Gesamt |                        | Hinspiel | Rückspiel |
| ----------------- | ------------------- | ------ | ---------------------- | -------- | --------- |
| 08.04./16.04.2009 | 1. FC Slovácko (II) | 2:1    | Baník Ostrava (I)      | 1:0      | 1:1       |
| 08.04./23.04.2009 | FK Tescoma Zlín (I) | 0:3    | SK Slavia Prag (I)     | 0:0      | 0:3       |
| 09.04./16.04.2009 | FK Teplice (I)      | 2:0    | Slovan Liberec (I)     | 0:0      | 2:0       |
| 09.04./16.04.2009 | AC Sparta Prag (I)  | 3:0    | FC Viktoria Pilsen (I) | 0:0      | 3:0       |

## Halbfinale
| Datum             |                    | Gesamt          |                     | Hinspiel | Rückspiel |
| ----------------- | ------------------ | --------------- | ------------------- | -------- | --------- |
| 06.05./13.05.2009 | SK Slavia Prag (I) | 1:3             | 1. FC Slovácko (II) | 0:1      | 1:2       |
| 07.05./13.05.2009 | AC Sparta Prag (I) | 1:1 (4:5 i. E.) | FK Teplice (I)      | 2:0      | 0:2       |

## Finale
| Paarung        | 1. FC Slovácko – FK Teplice |
| Ergebnis       | 0:1 (0:0) |
| Datum          | 27. Mai 2009 um 17:00 Uhr |
| Stadion        | Stadion Evžena Rošického, Prag |
| Zuschauer      | 4.820 |
| Schiedsrichter | Libor Kovařík |
| Tore           | 0:1 Ajdin Mahmutović (48.) |
| 1. FC Slovácko | Miroslav Filipko – Rená Formánek, Pavel Němčický (86. Peter Sládek), Lukáš Kubáň, Tomas Randa – Ondřej Čtvrtníček, Michal Kordula (76. Radim Holub), Jiří Perůtka – Cléber, Lukáš Fujerik (69. Václav Ondřejka), Aleš Chmelíček Cheftrainer: Josef Mazura             |
| FK Teplice     | Tomáš Grigar – Martin Klein, Petr Lukáš, Milan Matula, Antonín Rosa – Vlastimil Vidlička, Admir Ljevaković (65. Blažej Vaščák), Vlastimil Stožický, Štěpán Vachoušek – Ajdin Mahmutović (77. Pavel Verbíř), Jakub Mareš (85. Michal Smejkal) Cheftrainer: Jiří Plisek |
| Gelbe Karten   | Lukáš Fujerik, Jiří Perůtka, Rená Formánek, Michal Kordula, Václav Ondřejka, Lukáš Kubáň, Ondřej Čtvrtníček – Štěpán Vachoušek, Vlastimil Vidlička, Jakub Mareš |